# Primaire présidentielle socialiste française de 1995
La primaire présidentielle socialiste française de 1995 est l'élection primaire se déroulant le 3 février 1995 pour élire le candidat du Parti socialiste à l'élection présidentielle française de 1995 mais les résultats seront proclamés le 5 février 1995. Le scrutin voit la victoire de Lionel Jospin au premier tour, avec 65,85 % des voix. C'est la première « primaire présidentielle socialiste », et la première fois qu'une élection primaire est organisée en France.

## Contexte
Le principe de la primaire interne, réservée aux adhérents du parti, est inscrite dans les textes du PS depuis le congrès d'Épinay en 1971 mais il s'agit de la première fois que l'opportunité de son organisation apparaît.
À la fin de l'été de 1992, les problèmes de santé du président François Mitterrand sont rendus publics et il n'est pas considéré comme candidat possible à la prochaine élection présidentielle du printemps 1995.
Le président de la Commission européenne, Jacques Delors, fortement sollicité par les socialistes, refuse finalement de se présenter à l'élection présidentielle en décembre 1994, alors que les sondages le donnaient gagnant face à Jacques Chirac ou Édouard Balladur. Après la défaite des élections législatives de 1993, le PS est en situation de crise et n'a plus de leader incontesté.
Lionel Jospin est le premier à annoncer sa candidature à la primaire socialiste, suivi d'Henri Emmanuelli quelques jours plus tard. Jospin l'emporte nettement contre Emmanuelli, mais est finalement battu par Chirac au second tour de l'élection présidentielle.
Plus tard, dans son récit auto-biographique Lionel raconte Jospin, le candidat PS confie qu'il ne se serait pas présenté si Delors avait été candidat et qu'il savait qu'il ne pouvait pas battre Jacques Chirac.

## Candidats à l'investiture
- Henri Emmanuelli, 49 ans, premier secrétaire du PS au moment de la primaire et président de l'Assemblée nationale de 1992 à 1993
- Lionel Jospin, 57 ans, ministre de l'Éducation nationale de 1988 à 1992 et premier secrétaire du PS de 1981 à 1988

Personnalités pressenties ayant renoncé
- Jacques Delors, 69 ans, président de la commission européenne de 1985 à 1995 ;
- Michel Rocard, 64 ans, Premier ministre lors du second septennat de François Mitterrand, de 1988 à 1991 ;
- Jack Lang, 55 ans, ministre pendant 10 ans sous la présidence de François Mitterrand : il se retire pour soutenir Henri Emmanuelli[1] ;
- Ségolène Royal, 42 ans, député des Deux-Sèvres et ancienne ministre de l'environnement. Sa candidature est soufflée par Alain Duhamel[5].

## Résultats
| Primaire du 3 février 1995 (unique tour de scrutin) | Primaire du 3 février 1995 (unique tour de scrutin) | Primaire du 3 février 1995 (unique tour de scrutin) | Primaire du 3 février 1995 (unique tour de scrutin) | Primaire du 3 février 1995 (unique tour de scrutin) | Primaire du 3 février 1995 (unique tour de scrutin) |
| Partis                                              | Partis                                              | Candidats                                           | Voix                                                | %                                                   |                                                     |
| --------------------------------------------------- | --------------------------------------------------- | --------------------------------------------------- | --------------------------------------------------- | --------------------------------------------------- | --------------------------------------------------- |
|                                                     | Parti socialiste                                    | Lionel Jospin                                       | 52 250                                              | 65,85                                               |                                                     |
|                                                     | Parti socialiste                                    | Henri Emmanuelli                                    | 27 095                                              | 34,15                                               |                                                     |

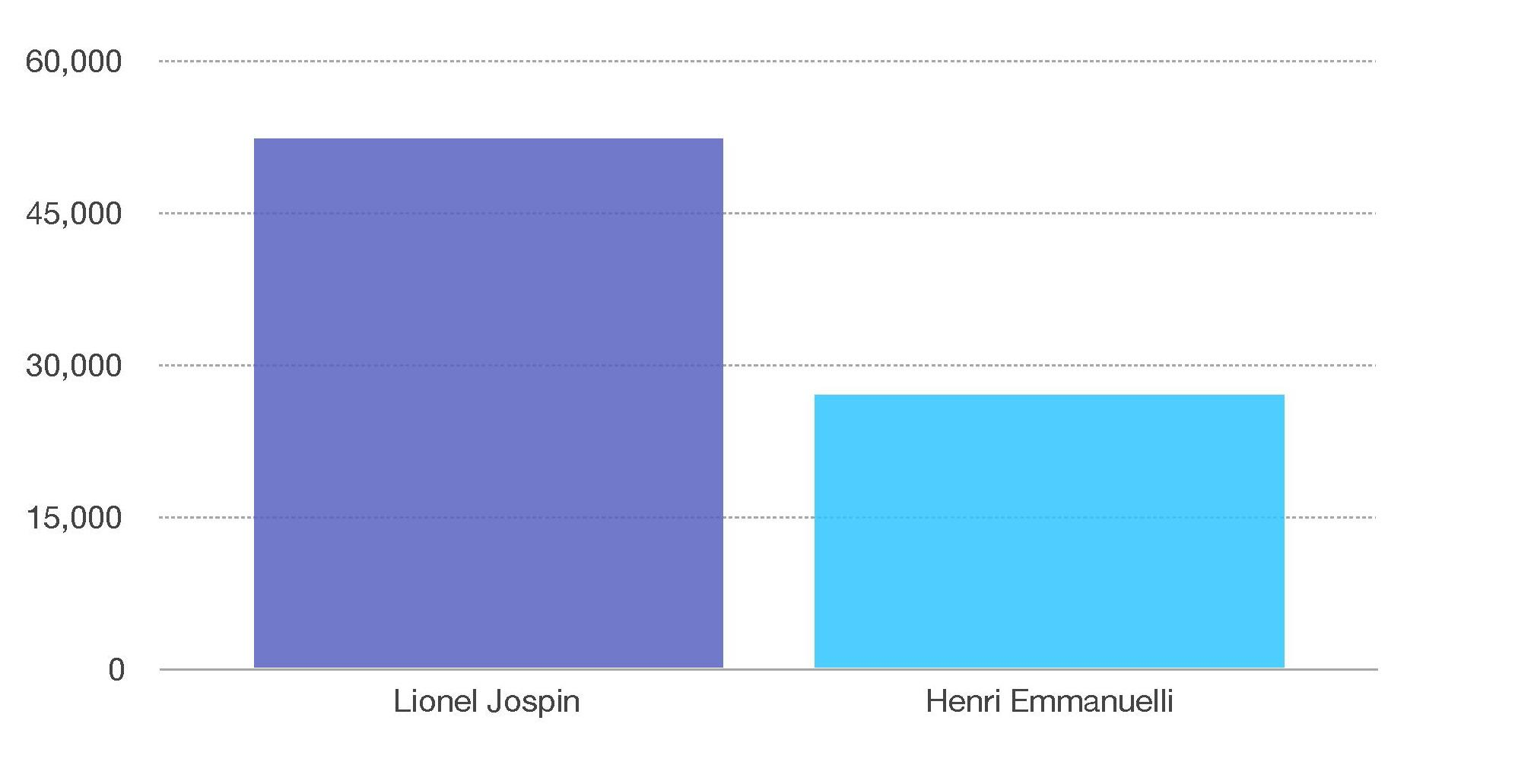
Schéma graphique des résultats.

D'après un sondage CSA, les préférences des adhérents socialistes et celles des sympathisants non encartés étaient comparables.

## Suites
Après sa défaite, Henri Emmanuelli cède son poste de Premier secrétaire à Lionel Jospin à la fin de l'année 1995.
À l'occasion de cette confrontation, Ségolène Royal, un temps pressentie pour une candidature, démissionne de la présidence du Conseil national du PS et déclare le 24 janvier 1995 : « Deux trains sont lancés à toute allure l'un contre l'autre, pilotés par les mêmes acteurs du détestable Congrès de Rennes. Je dis aux militants : Écartez-vous des voies ! » Cette phrase a depuis régulièrement été citée par la presse pour traduire les tensions qui émailleront régulièrement par la suite le fonctionnement interne du parti, notamment lors du Congrès de Reims en 2008, ou lors de la primaire citoyenne de 2017.

## Analyses
Pour l'universitaire Philippe Marlière, « ce vote interne fut historique » en « officialisa[nt] la présidentialisation du PS » avec l'investiture d'un candidat favori des sondages plutôt que le premier secrétaire, jusqu'ici « candidat naturel » du parti : « les militants socialistes ont depuis intériorisé la logique de l’élection présidentielle au suffrage universel qui tend au plébiscite d’une personne et relègue au second plan la question du choix d’un candidat et d’un programme socialistes ».